# Zampe dei ragni

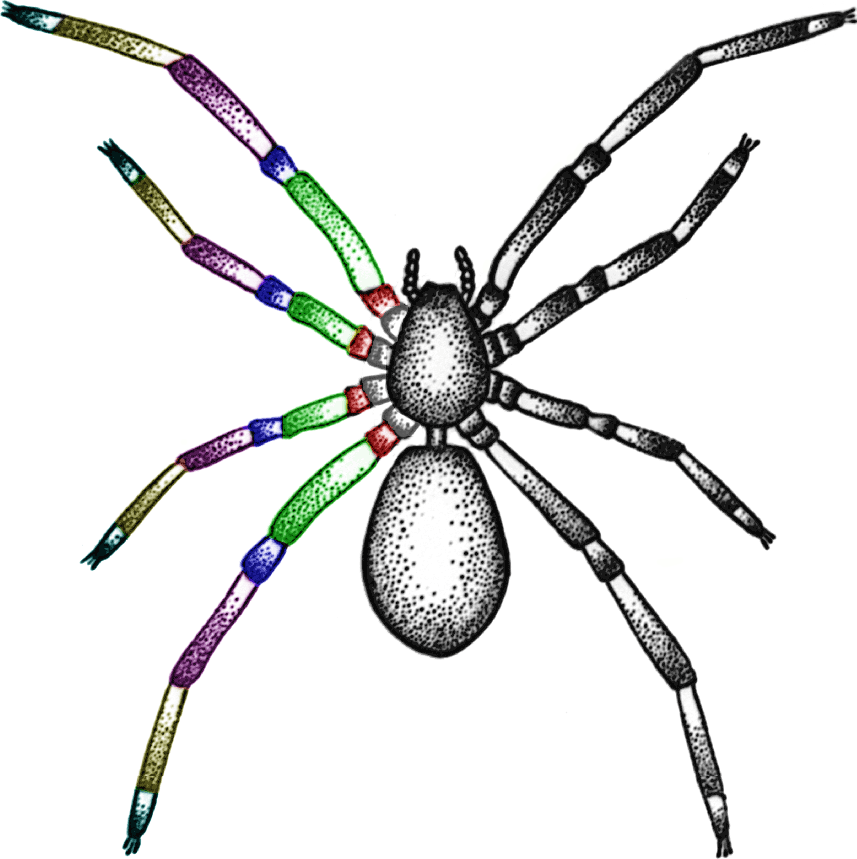
In questo schema di ragno i segmenti o articoli che formano le zampe sono distinti da diversi colori:
coxa = grigio
trocantere = rosso
femore = verde
patella = blu
tibia = viola
metatarso = giallo
tarso = celeste

Le zampe vere e proprie dei ragni, dette anche zampe ambulatorie, sono quattro paia, articolate tutte sulle parti laterali del cefalotorace e sono atte in modo principale alla deambulazione.
Si suddividono in sette distinti segmenti o articoli che, dal prossimale al distale, cioè dal punto d'innesto del cefalotorace all'artiglio terminale, sono così denominati: coxa, trocantere, femore, patella, tibia, metatarso, tarso che termina con l'artiglio.

## Locomozione
Le zampe dei ragni all'interno sono cave e prive di muscoli flessori. I loro movimenti sono dovuti esclusivamente a variazioni della pressione idrostatica dell'emocele: quando questa viene a mancare alla morte, il ragno assume la caratteristica posizione aggranchiata, con le zampe ripiegate verso il cefalotorace.

## Funzioni delle zampe
La principale funzione delle zampe dei ragni è quella ambulatoria. La funzione secondaria più importante è quella della costruzione della ragnatela: sono proprio le zampe, provviste sul margine superiore del metatarso del calamistro, a intrecciare e a costruire l'intricato disegno della tela. Inoltre hanno funzioni reptatorie, consentono cioè di afferrare e tenere ferme le prede mentre i cheliceri le azzannano. Infine vanno segnalate anche notevoli funzioni sensoriali: la classica disposizione del ragno al centro della ragnatela o in prossimità dei fili portanti della stessa consente, tramite le zampe, di avvertire prontamente qualsiasi piccolo urto sulla tela e da quale direzione provenga.

## Notazione scientifica
L'analisi delle zampe dei ragni è anche di notevole valore tassonomico nel distinguere le diverse specie nell'ambito di una famiglia. In particolare gli aracnologi hanno numerato le zampe ambulatorie, per distinguerle, a partire da quelle più vicine ai pedipalpi fino al paio nei pressi del pedicello. Inizialmente venivano adoperate le cifre romane per indicare le varie paia, I, II, III, IV; vari autori oggi la alternano con la notazione numerica normale, 1, 2, 3, 4.
La cosiddetta formula delle zampe, (in inglese leg formula), serve a porre le paia di zampe in ordine decrescente di lunghezza. A titolo di esempio, il ragno disegnato in alto ha per formula delle zampe 4132 (o IV,I,III,II); ciò significa che il 4º paio di zampe, quello più vicino al pedicello, è il più lungo e il 2º paio è il più corto.
Nell'ambito di esemplari della stessa specie la formula delle zampe rimane la stessa a meno di malformazioni, possono variare leggermente solo le proporzioni fra le varie zampe. Alcuni aracnologi con una formula particolare tengono anche conto del numero e della disposizione dei processi spinali presenti nei vari segmenti delle zampe.
Ragni di dimensioni cospicue consentono misure precise dei vari segmenti e la compilazione di tabelle riassuntive delle varie dimensioni. A titolo di esempio vengono qui riportate le misure delle zampe del ragno Citharacanthus meermani, della famiglia Theraphosidae.
| Segmento   | I    | II   | III  | IV   | Ped  |
| ---------- | ---- | ---- | ---- | ---- | ---- |
| Coxa       | 6,8  | 6,1  | 5,5  | 5,7  | 4,1  |
| Trocantere | 2,5  | 2,5  | 2,4  | 2,5  | 2,3  |
| Femore     | 14,3 | 13,2 | 11,3 | 15,4 | 9,0  |
| Patella    | 7,3  | 6,5  | 5,7  | 6,7  | 4,9  |
| Tibia      | 12,5 | 10,9 | 10,1 | 13,1 | 7,5  |
| Metatarso  | 10,5 | 10,9 | 11,7 | 17,2 |      |
| Tarso      | 8,5  | 7,4  | 7,4  | 8,2  | 2,3  |
| Totale     | 62,4 | 57,5 | 54,1 | 68,8 | 30,1 |

## Differenze con le zampe degli insetti
Le zampe dei ragni differiscono da quelle degli insetti nell'avere due segmenti in più su entrambi i lati della tibia, cioè la patella posta fra il femore e la tibia e il metatarso, a volte chiamato anche basitarso, situato fra la tibia e il tarso che può prendere anche il nome di telotarso, fino ad avere un totale di sette distinti segmenti.